# Musandam Oman Sail
Musandam Oman Sail est un voilier trimaran destinée à la course au large. Il fait partie de la classe MOD70. 
Mis à l'eau le 13 avril 2011, il est confié au skipper Sidney Gavignet dans le but de participer aux plus grandes courses de la catégorie des MOD70.
Depuis son chavirage en 2016, Musandam Oman Sail se trouve en vente à Lorient.

## Records
- Le 14 août 2014, Sidney Gavignet et son équipage établissent un nouveau record du tour des Îles britanniques en 3 jours, 3 heures, 32 minutes et 36 secondes, record jusqu'alors détenu par Loïck Peyron et son équipage sur Banque Populaire 5[2].
- Le 4 mai 2015, Sidney Gavignet établit un nouveau record du tour d'Irlande avec Musandam en 40 heures et 51 minutes[3].

## Avaries
Dans la nuit du 17 juillet 2016, en pleine Transat Québec - Saint Malo, le trimaran chavire, l'équipage sera évacué indemne et le bateau remorqué jusqu'à Saint-Pierre-et-Miquelon avant d'être ramené en conteneur à Lorient.

## Palmarès
- 2012 :
  - 3e de l'ArMen Race
  - 4e de la Krys Ocean Race
  - 4e du MOD 70 European Tour
- 2013 :
  - 2e de l'ArMen Race
  - 2e de la Route des Princes
  - 2e de l'Artemis Challenge Cowes
  - 3e de la Fastnet Race
  - 2e de la Transat Jacques Vabre
- 2014 :
  - 1er de l'ArMen Race
  - 2e de l'Artemis Challenge Cowes
  - 1er du Sevenstar Round Britain and Ireland Race
  - 5e de la Route du Rhum
- 2015 :
  - 1er du Grand Prix de Douarnenez
  - 2e du Tour de Belle Ile
  - 1er de l'ArMen Race
  - 1er de l'Artemis Challenge Cowes
  - 4e de la Rolex Fastnet Race